# Celaena intractata
Celaena intractata är en fjärilsart som beskrevs av Walker 1870. Celaena intractata ingår i släktet Celaena och familjen nattflyn. Inga underarter finns listade i Catalogue of Life.